# Ефемеридний час
Ефемери́дний час (шкала ефемеридного часу, англ. ET) — рівномірний час, яким описували рух тіл Сонячної системи з 1950 до 1984 року.

## Історія
Ефемеридний час запроваджено 1950 року, коли було доведено, що Земля обертається навколо своєї осі нерівномірно. Це було зроблено для зручності застосування в ефемеридах Сонця та планет аби звільнитися від потреби враховувати в цих розрахунках нерівномірність обертання Землі. Одиницею часу була ефемеридна секунда, спочатку визначена як {\displaystyle {\frac {1}{31\,556\,925.9747}}} частка тропічного року (станом на 12 годину 0 січня 1900 року). Ця секунда була одиницею часу в системі SI з 1960 до 1967 року. За цим визначенням тривалість секунди залежить від тривалості конкретного року. Отже, такий еталон неможливо відтворити. Надалі тривалість секунди було перевизначено за атомним годинником (із якомога точнішим збереженням раніше визначеної тривалості).
Завдяки атомному годиннику точність вимірів часу значно зросла й стали помітними ефекти теорії відносності (які раніше маскувалися похибками). 1976 року на Генеральній асамблеї МАС було визнано, що чинний на той час стандарт часу не враховує релятивістські ефекти, зумовлені дещо різним плином часу в різних системах відліку, і має обмеження на подальше підвищення його точності.
Із 1984 року ефемеридний час замінено шкалою динамічного часу.

## Співідношення з іншими стандартами часу
Ефемеридний час (ET) пов'язаний із міжнародним атомним часом (TAI) співвідношенням ET = TAI + 32,184 с. 
Ця різниця залишається постійною, оскільки тривалість атомної секунди була визначена таким чином, щоб вона не відрізнялася від тривалості ефемеридної.
Розбіжність між ефемеридним часом (ET) та всесвітнім часом (UT) становить ΔT = 24,349 + 72,318T + 29,950T² + 1,82144B, де:
- T — інтервал від 1 січня 1900 року, визначний у юліанських сторіччях (по 36 525 днів);
- B — розбіжність між обчисленим та спостережним значенням довготи Місяця.

Ця розбіжність поступово зростає, що зумовлено сповільненням обертання Землі.